# Caenurgia albescens
Caenurgia albescens är en fjärilsart som beskrevs av William Warren 1913.
Caenurgia albescens ingår i släktet Caenurgia och familjen nattflyn. Inga underarter finns listade i Catalogue of Life.